# Waldemar Sobota
Waldemar Sobota (* 19. května 1987 Ozimek) je polský fotbalový záložník a reprezentant, který hostuje v týmu FC St. Pauli z belgického Club Brugge. Má rovněž německé občanství.

## Klubová kariéra
V červnu 2010 jej získal klub Śląsk Wrocław, který s hráčem podepsal čtyřletou smlouvu. Ve Śląsku hrál i pod trenérem Stanislavem Levým. V Evropské lize 2013/2014 vstřelil dva góly ve 2. předkole černohorskému týmu FK Rudar Pljevlja, další dva přidal ve 3. předkole proti belgickému celku Club Brugge KV (Śląsk postoupil po výsledcích 1:0 doma a 3:3 venku do 4. předkola proti španělskému týmu Sevilla FC).
Dne 31. srpna 2013 přestoupil za 1 milion eur do belgického celku Club Brugge, kde podepsal čtyřletou smlouvu. Zájem o hráče projevil i italský klub AC ChievoVerona a německý FC Schalke 04. Sobota zaujal představitele belgického klubu během dvojutkání Brug se Śląskem v třetím předkole Evropské ligy 2013/14, kde dvakrát skóroval a pomohl k postupu do play-off předkola.
V lednu 2015 odešel z Brugg na půlroční hostování do německého druholigového FC St. Pauli.

## Reprezentační kariéra
Sobota hrál za polský mládežnický reprezentační výběr U23.
V polském národním A-týmu debutoval 16. prosince 2011 v přátelském zápase s Bosnou a Hercegovinou (hrálo se v Turecku), ve kterém vstřelil branku a zařídil svému týmu výhru 1:0.
Dne 14. srpna 2013 se jedním vstřeleným gólem podílel na výhře 3:2 v PGE Areně v Gdaňsku nad hostujícím Dánskem, šlo o přátelský zápas před podzimní částí kvalifikace na mistrovství světa v Brazílii.